# Зайцев, Данила Терентьевич
Данила Терентьевич Зайцев (род. 1959, д. Кинса, окрестности Кульджи, Синьцзян-Уйгурский Автономный округ, КНР) — старообрядец часовенного согласия, самый известный современный светский писатель из среды старообрядцев.

## Биография

### Предки
Отец Данилы Зайцева, Терентий Мануйлович Зайцев, родился 10 апреля 1921 года в селе Надон в северном Синьцзяне. Его отец Мануйла Сергеевич Зайцев (1898—?) родился в Томске, в 1906 его родители перебрались на Алтай, а в 1918 переселились в деревню Надон в китайском Алтае. Его мать Федо́ра Агаповна Пантелеева (1903—?) была родом с Бухтармы и переселилась в Китай в 1919 году.
Мать — Настасья Мартивьяновна Захарьева (29 ноября 1933—2012):674. Её предки с отцовской стороны жили в Синьцзяне ещё до революции, отец Мартивьян Корнилович родился в 1902 году в деревне Чинкур и бесследно исчез в 1934 году, отправившись на охоту с советскими военными. Её мать Евдокия Савельевна (1905—?) происходила из рода уральских старообрядцев-промышленников Шутовых, эмигрировала в Синьцзян в первой половине 1920-х годов и вырастила дочь, будучи вдовой.
Терентий и Настасья поженились в 1949 году.

### Странствия
В 1956 семья Зайцевых переехала в Илийский округ в окрестности Кульджи, где и родился в 1959 году сын Данила. В 1961 году семья Зайцевых в числе первых четырёх старообрядческих семей из Сниньцзяна (Можаевы, Зенюхины, Шарыповы и Зайцевы), с помощью Международного Красного Креста через Гонконг переехала в Аргентину. Они поселились в 1100 км от Буэнос-Айреса в провинции Рио-Негро. В конце 1960-х переехали на сто километров ниже по реке Важе-Межьё в посёлок Коста-Гута неподалеку от посёлка Луис-Бельтран.
В 1978 женился на Марфе Фёдоровне Килиной, русской старообрядке из старообрядческой деревни Колония-Офир в Уругвае. Весной 1980-го семья, имеющая уже одного сына, переехала в Аргентину. Осенью вернулись в Уругвай, откуда поехали в штат Мату-Гросу в Бразилии. После сезонной работы в Мату-Гросу снова всей семьей вернулись в дом Марфы в Уругвае. Из-за конфликтов в семье Данила уехал на заработки один, оставив Марфу в доме её родителей.
Вернулся после сезона 1981 и забрал Марфу уже с двумя сыновьями в Бразилию. Через сезон переехал оттуда со всей семьёй в Боливию. После сезона перевозит семью в Уругвай. По дороге из Уругвая в Рио-Негро в городе Колоне у Марфы и Данилы родился третий сын.
В ноябре 2007 Данила впервые посетил Россию для участия в конференции в доме Русского зарубежья:256.
В апреле 2008 отправился в Россию вместе с сыном Сафонием на разведку.
Летом 2022 года Данила Зайцев вернулся снова в Россию.

### Книга
Когда летом 2009 года он сообщил Ольге Ровновой, что они собираются с семьёй возвращаться в Аргентину и добавил, что «столько узнал и пережил в России, что „прямо хоть книгу пиши“». Ровнова поддержала: «А ты и напиши».
Книга была написана на удивление быстро. На первой рукописи стоит дата 18.11.09. Первые 4 тетради были закончены к апрелю 2010 года. В июле того же года Д. Т. Зайцев привёз 5-ю и 6-ю тетради. Последнюю 7-ю тетрадь Зайцев передал издателям только в мае 2012 года.  Всего рукописи книги составляют 7 общих тетрадей формата A4, содержащих 805 страниц. Текст написан русской гражданской азбукой, в основном, печатными буквами с помощью так называемого фонетического письма — автор пишет, по свидетельству очевидцев, проговаривая слова во время письма.

#### Премии
- 2015 — Премия «НОС»
- 2015 — Шорт-лист премии «Ясная поляна»[4]
- 2013-2014 — Лонг-лист премии «Большая книга»[5]
- 2015 — Лонг-лист премии «Русский Букер»[6]

## Семья
- Жена — Марфа Фёдоровна Килина, старообрядка часовенного согласия родом из Маньчжурии
  - Сын — Андриян (род. 26.08.1979)[1]:64
  - Сын — Илья (род. 20.07.1981)[1]:73
  - Сын — Алексей (род. 17.03.1983)[1]:99
  - Дочь — Татьяна (род. 1986?)[1]:121, 159
  - Дочь — Елена[1]:121
  - Сын — Сафоний (род. 16.12.1992)[1]:135
  - Сын — Никита (род. 1994)[1]:148
  - Сын — Иларион (род. 9.04.1999)[1]:198
  - Дочь — Ирина (род. 2001?)[1]:201, 198
  - Дочь — Антонина (по документам) или Мастридия (по крещению)[1]:237
  - Сын — Иван[1]:270
- Брат — Симеон (1951—1951)
- Сестра — Евдокия (род. 1953)
- Брат — Степан (род. 1955)
- Брат — Григорий (род. 1957)
- Сестра — Степанида (род. 1961)